# تشارلز هاموند (سياسي)
تشارلز هاموند (بالإنجليزية: Charles Hammond)‏ هو محامي ومُحرِّر وسياسي أمريكي، ولد في 19 سبتمبر 1779 في مقاطعة بالتيمور في الولايات المتحدة، وتوفي في 3 أبريل 1840 في سينسيناتي في الولايات المتحدة. حزبياً، نشط في الحزب الفيدرالي الأمريكي. وقد انتخب عضو مجلس نواب أوهايو.